# بسکتبال در المپیک تابستانی ۱۹۶۴
بسکتبال در بازی‌های المپیک تابستانی ۱۹۶۴ نام رویداد ورزش بسکتبال در بازی‌های المپیک تابستانی بود که در سال ۱۹۶۴ برگزار شد.

## جدول مدال‌ها
| رتبه | تیم                 | برد | باخت |
| ---- | ------------------- | --- | ---- |
| 1    | ایالات متحده آمریکا | ۹   | ۰    |
| 2    | اتحاد جماهیر شوروی  | ۸   | ۱    |
| 3    | برزیل               | ۶   | ۳    |
| ۴    | پورتوریکو           | ۵   | ۴    |
| ۵    | ایتالیا             | ۶   | ۳    |
| ۶    | لهستان              | ۵   | ۴    |
| ۷    | یوگسلاوی            | ۶   | ۳    |
| ۸    | اروگوئه             | ۴   | ۵    |
| ۹    | استرالیا            | ۴   | ۵    |
| ۱۰   | ژاپن                | ۴   | ۵    |
| ۱۱   | فنلاند              | ۴   | ۵    |
| ۱۲   | مکزیک               | ۳   | ۶    |
| ۱۳   | مجارستان            | ۴   | ۵    |
| ۱۴   | کانادا              | ۱   | ۸    |
| ۱۵   | پرو                 | ۳   | ۶    |
| ۱۶   | کرهٔ جنوبی           | ۰   | ۹    |